# Mas del Pinaret
Mas del Pinaret és una masia situat al municipi d'El Perelló, a la comarca catalana del Baix Ebre.